# MPPF
MPPF (2'-metoksifenil-(N-2'-piridinil)-p-fluoro-benzamidoetilipiperazin) je jedinjenje koje se vezuje za serotoninski 1A receptor. Obeležen sa fluorom-18 on je korišten kao radioligand za pozitronsku emisionu tomografiju.
On je između ostalog bio korišten za ispitivanje razlika vezivanja za neuroreceptore u ljudskom mozgu kod osoba različitog pola i uzrasta.